# كورت ووكر (لاعب هوكي الجليد)
كورت ووكر (بالإنجليزية: Kurt Walker)‏ هو لاعب هوكي الجليد أمريكي، ولد في 10 يونيو 1954 في ويماوث في الولايات المتحدة، وتوفي في 17 أغسطس 2018 بسبب إنتان.

## وصلات خارجية
- كورت والكر على موقع دوري الهوكي الوطني (الإنجليزية)
- كورت والكر على موقع EliteProspects.com (الإنجليزية)
- كورت والكر على موقع HockeyDB.com (الإنجليزية)
- كورت والكر على موقع Hockey-Reference.com (الإنجليزية)